# Àrea no incorporada

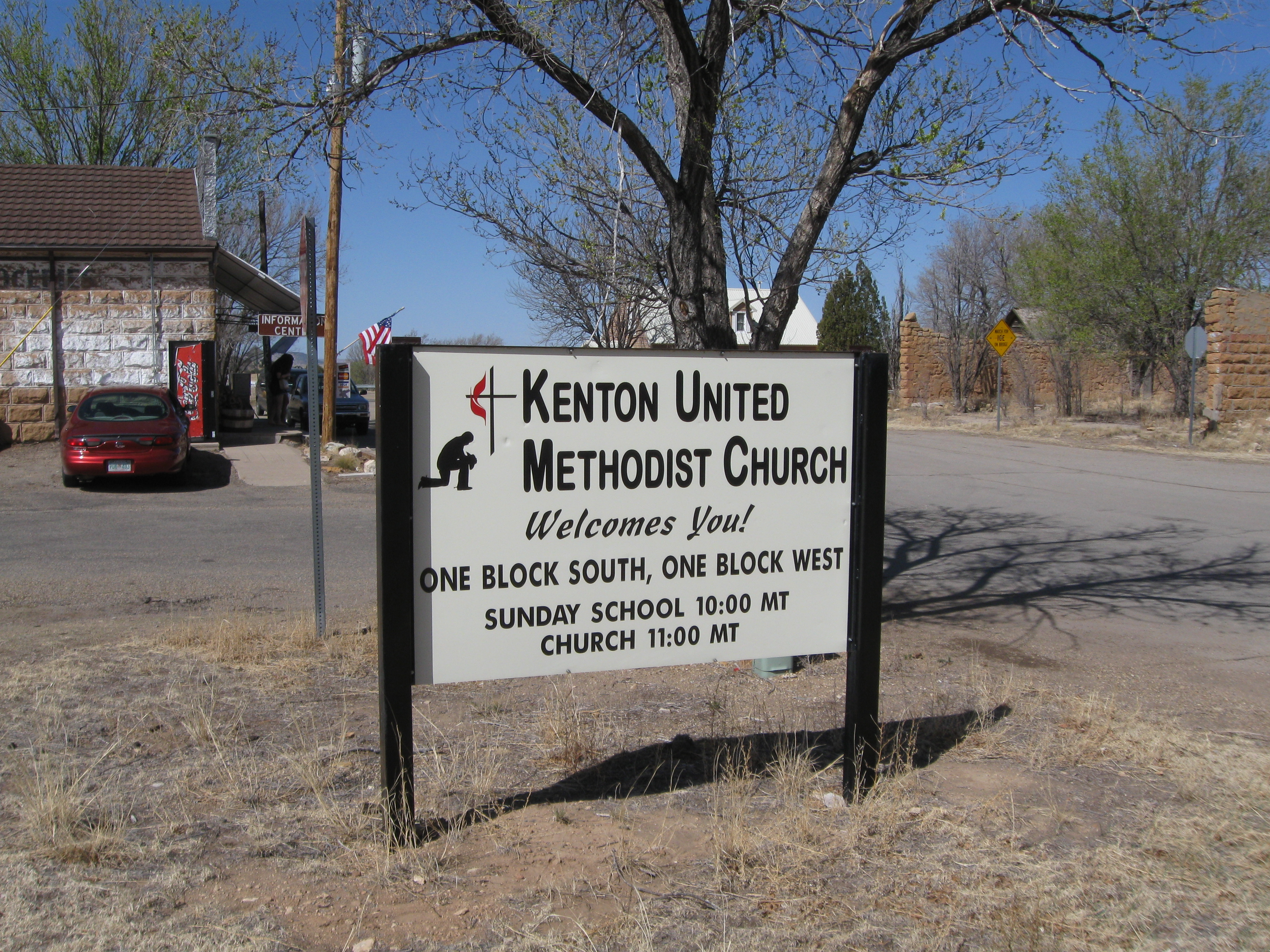
Anunci per l'església de l'àrea no incorporada de Kenton, a l'estat d'Oklahoma, als Estats Units

En el dret anglosaxó, una àrea no incorporada és un territori que no està constituït per si mateix en entitat local; "incorporar" en aquest context significa constituir-se en entitat local i formar una corporació municipal per a exercir la seua pròpia administració. Així, una comunitat no incorporada està administrada per una unitat administrativa superior (p.ex.: municipi, borough, comtat, estat, província, cantó, parròquia). Encara que no és comú, algunes vegades els pobles petits amb crisis fiscals es "desincorporen", perden la seua autonomia, per a integrar-se i rebre ajuda d'una administració més gran.